# Cleator (Arizona)
Pour les articles homonymes, voir Cleator (homonymie).
Cleator est une ville fantôme située dans le comté de Yavapai dans l'État de l'Arizona aux États-Unis. Cleator fut établi en 1864 en tant que site d'extraction d'or alluvionnaire sous le nom de Turkey Creek Mining District. Un bureau de poste fut établi à Turkey Creek en juillet 1869, mais fut fermé en moins de trois mois. Turkey Creek fut renommé Cleator en 1925 en l'honneur de James P. Cleator qui prit possession de la ville de Levrett P. Nellis. Il fit renommé le bureau de poste en son nom. Ce dernier fut fermé le 15 juillet 1954. Plusieurs bâtiments originaux existent encore à Cleator et sont toujours occupés.

## Annexe